# Kupfer(I)-acetylacetonat
Kupfer(I)-acetylacetonat ist eine chemische Verbindung des Kupfers aus der Gruppe der Acetylacetonate. Kupfer(I)-acetylacetonat ist nur unter Komplexbildung, beispielsweise als Ammoniakat, stabil. Ohne Stabilisierung disproportioniert der Komplex zu Kupfer(II)-acetylacetonat und Kupfer.

## Gewinnung und Darstellung
Kupfer(I)-acetylacetonat kann durch Reaktion von Acetylaceton (2,4-Pentandion) mit einer ammoniakalischen Lösung von Kupfer(I)-hydroxid hergestellt werden.